# 田井庄之助
田井 庄之助 (たい しょうのすけ、1922年 <大正11年> 7月10日 - 2012年 <平成24年> 10月31日) は、日本の教育者であり文学者である。大分大学教授、別府大学教授を務めた。位階は従四位。岡山県高梁市出身。

## 経歴

### 生い立ち
1922年（大正11年）7月10日、岡山県高梁市に生れる。地元の旧制岡山県立高梁中学（現：岡山県立高梁高等学校）へ進学。同期には、日本原子力研究所副理事長を務める天野昇、岡山県新見市長になる福田正彦、丸善石油（現：コスモ石油）副参与と北海道の丸善石油関連社長を務めた古米初男がいる。
1940年（昭和15年）同校を卒業し、広島高等師範学校文科へ進学した。同校を1944年（昭和19年）卒業し、広島文理大学文学部へ進学する。1947年（昭和22年）に同校を卒業した。

### 教育者として
卒業後、広島大学文学部助手として勤務する。1949年（昭和24年）から副手となり、1953年（昭和28年）助教授となる。近世・中世の芸能を研究していた。1966年（昭和41年）43歳のとき、大分大学へ赴任し教育学部教授となり、プライベートでは、長らく独身であったが、48歳のときに結婚している。
1986年（昭和61年）には、別府大学教授となる。1998年（平成10年）には、国から勲三等瑞宝章を授与される。大学教授を退官した後も大分市内に居住し続けた。2011年（平成23年）には、教え子の里吉賢司（里吉製作所社長）等と久々の再会を果たしている。
2012年（平成24年）10月31日、死去。享年90歳。死没日付をもって従四位に叙された。

## エピソード
田井の教え子には、後に里吉製作所社長となる里吉賢司がいる。里吉曰く、小学生の夏休みのとき、父の友人である広島大学の教諭であった田井庄之助のもとに預けられた。当時、40歳前後の田井は独身で、海辺の小さな洋館に住んでおり、毎朝、孔子や老子の教えについて話していた。当時小学生の里吉は幼く、その教えの深さを理解するには至らなかったが、後年、中国古典に触れるたびに田井の言葉を思い出すようになったと述べており、特に、老子の思想を好んでいた田井からの教えは、その後の里吉の人生観に影響を与えた。
それから半世紀が過ぎたある日、里吉は田井教授の著書『曹源』を手に入れる。その中で広島大学時代の回想を読み、かつての田井の住まいの近くには著名な学者たちの邸宅があった。里吉が小学生の幼いときに田井の元で過ごしており、蝉しぐれに包まれた夏の日々に、自分のまだ知らない世界がそこにあったことを知る。ある時、大分大学に問い合わせたところ、田井教授がまだ健在であり、89歳を迎え、大分で穏やかに晩年を過ごしていると聞き、里吉は再会を決意する。
田井の家は風雅な桧造りの門を構え、立派なものであったが、里吉は静かな時の流れを感じた。田井は加齢により聴力が衰えていたが、50年前の面影はそのままであり、里吉を見て「お父さんによく似ている…」とつぶやきながら、懐かしそうに田井の友人であった里吉の父の写真を見つめいた。室内には数々の書画や陶磁器が並び、歴史学者としての田井の姿が色濃く感じられる部屋であり、茶室でお茶にも精通していた田井と共に抹茶を味わっていた。静寂の中、茶釜の湯がたぎる音だけが響き、そのひとときは、里吉にとって言葉以上に深く心を通わせるものであった。
そして、部屋に掛けられていた書に里吉は目を留めた。『柴門反關俗客無』
里吉はその読みと意味を尋ねた。田井は絞り出すような声で説明してくれた。『さいもん はんかん ぞっきゃくなし』。粗末な庵の門は閉ざしているが、誰もが自由に入ってこられる。立派な門ではないが、よこしまな思いを持つ者は訪れない。と述べた。
里吉はその言葉の意味を噛みしめ、人生の真理を追い求める者のもとには、同じ志を持つ者だけが集う。まさに田井教授の生き方そのものだったと述べた。二時間ほどの再会はあっという間に過ぎ、別れ際、里吉は先生の両手をしっかりと握り、庵を辞した。その1年後、田井の訃報が里吉の元に届いた。田井の90年の生涯は終わりを迎えたが、田井が遺した一首の短歌が、里吉の印象に強く残っていた。
大分県にある宇佐神宮に参拝した際に、以下の短歌を遺している。